# 全國高等學校棒球錦標賽

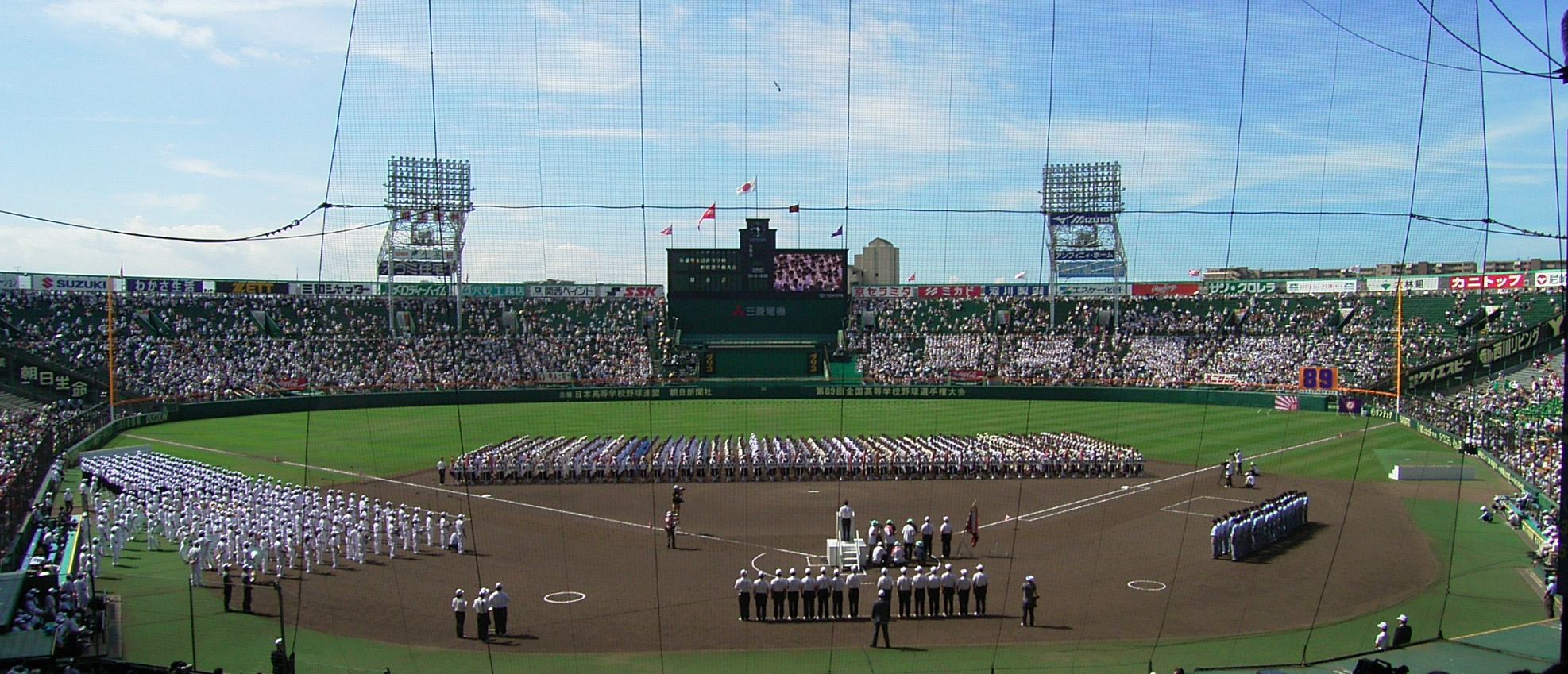
2007年全國高等學校棒球錦標賽开幕式

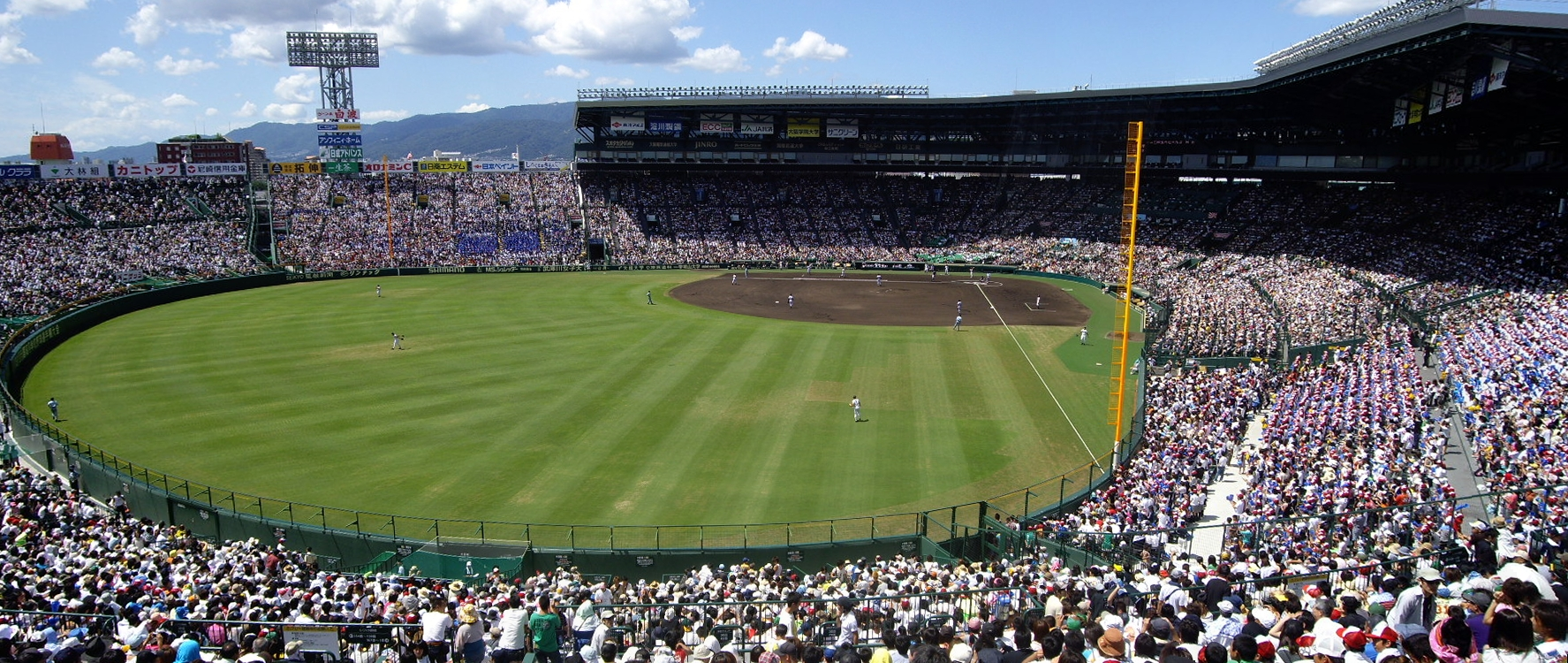
2009年全國高等學校棒球錦標賽总决赛

全國高等學校野球選手權大會（日语：／ zenkoku kōtōgakkō yakyū senshuken taikai */?），是日本的全國高中棒球聯賽之一，每年8月於兵庫縣西宮市的阪神甲子園球場舉行；一般俗稱「夏季大會」（夏の大会）或「夏季甲子園」（夏の甲子園），以區別於同樣在該球場舉行的選拔高等學校棒球大會（春季甲子園）。起始於1915年，是同類型比賽中歷史最悠久的。
此聯賽由朝日新聞社與公益財團法人日本高等学校棒球联盟（高棒聯）共同主辦，冠軍隊伍會被授予深紅色的優勝旗。原則上參賽資格採一府縣一校制，不過由於北海道和東京都的學校較多，所以各被劃分割為兩個地方賽區，因此各會有兩名代表校參賽。各學校經過地方預賽後，由優勝校代表該賽區至甲子園參賽（共49隊）。第40届锦标赛以来，每逢赛事届数末尾为0或5时，赛事也会称为「紀念大會」（記念大会），參賽名額也會增加。赛事旗帜与冠军旗帜均为红色。由于冠军旗帜为深红色，它还被称为“深红大冠军旗”。

## 参赛资格
全國高等學校棒球錦標賽的参赛资格由每年6月至7月在日本各都道府县举办的地方大赛所决定。地方大赛的赛制与全國高等學校棒球錦標賽一致，均为淘汰赛制。各都道府县地方大赛的获胜校即获得本锦标赛的参赛资格。根据统计，全日本每年约有4000所高中参加地方大赛；而在1990年到2011年期间，参赛高中更是超过4000所。地方大赛的规则与同年举办的選拔高等學校棒球大會（春季甲子園）一样，基本是依据通用棒球规则、业余棒球内部规则、高校棒球特别规则所制订。同时在地方大赛中，如果两队的得分差距达到一定程度可采用提前结束比赛制度（5局内得分差10分以上或7局内得分差7分以上）。但是提前结束比赛制度不适用于总决赛。如果总决赛未能在9局内决定胜负，则视为无效赛事。

### 参赛队伍数量
在1915年举行的第1届赛事中，参赛代表由东北、东海、京津、关西、兵库、山阳、山阴、四国、九州等9个赛区的代表学校与春季东京大赛的优胜学校所组成（共计10所学校）。 随后，由于参赛的府县或地区都在不断增加，这导致每年都必须就参赛地区的数量和范围进行重新规划。在1926年举行的第12届赛事上，地方大赛赛区增至22个，分别是：北海道、奥羽、东北、北关东、南关东、东京、静冈、东海、甲信越、北陆、京津、大阪、兵库、纪和、山阴、山阳、四国、北九州、南九州、朝鮮、满洲和台湾。此后直至1941年，虽然赛区的划分会有所不同，但是赛区的数量却没有再变化。南九州赛区是4个县到5个县分配一个代表校名额；四国赛区则是4个县分配一个代表校名额；相反的是，自第1届赛事以来，兵库县就单独拥有1个代表校名额。 因此对于统计出场次数排名、夺冠次数排名及获胜场次排名等数据都有诸多不利的影响。
由于受到第二次世界大战的影响，全國高等學校棒球錦標賽在1942年到1945年期间停办。到了1946年，战败的日本剔除了原本地方大赛中的朝鮮、满洲、台湾等三个赛区（上述三地在戰後脫離日本統治），以19个赛区重新举办全國高等學校棒球錦標賽。自那时起，新的赛区划分在不断进行，赛区的数量在不断增加。由于北海道和东京都的参赛学校特别多，故而对于这两个赛区的重新划分被提上议事日程。在1959年举行的第41届赛事中，北海道赛区被划分为北北海道和南北海道两个赛区；而在1974年的第56届赛事中，东京都也被划分为东东京和西东京两个赛区。从1978年举办的第60届全國高等學校棒球錦標賽之后，全國高等學校棒球錦標賽最终确立了每府县各1个代表校、北海道与东京都各2个代表校，总计49所参赛校的选拔制度。
而在纪念锦标赛时，赛区只增加过1次。
- 第40届（日语：第40回全国高等学校野球選手権大会）（1958年）——1都道府县1代表，共47校（前1屆23校）。
- 第45届（日语：第45回全国高等学校野球選手権大会）（1963年）——1都道府县1代表，北海道2代表，共48校（前1屆30校）。
- 第50届（日语：第50回全国高等学校野球選手権大会）（1968年）——1都道府县1代表，北海道2代表，共48校（前1屆30校）。
- 第55届（日语：第55回全国高等学校野球選手権大会）（1973年）——1都道府县1代表，北海道2代表，共48校（前1屆30校）。
- 第80届（日语：第80回全国高等学校野球選手権大会）（1998年）——除东京都和北海道之外，參賽者超過128校的埼玉县、千叶县、神奈川县、爱知县、大阪府、兵库县等6府縣也是2代表，共55校（此時常態已是49校）。
- 第90届（2008年）——同上，6府縣也是2代表，共55校。
- 第100届（2018年）——上述6府县及福冈县2代表，共56校。

地方大赛中，参赛学校最少的是第101届赛事的鸟取县赛区，共计23所学校参赛，5轮比赛即决定了县代表校资格。而参赛学校最多的赛区则是神奈川县，参赛校超过200所，整个地方大赛共计进行了八轮。地方大赛的赛事规模由各地方自行决定。

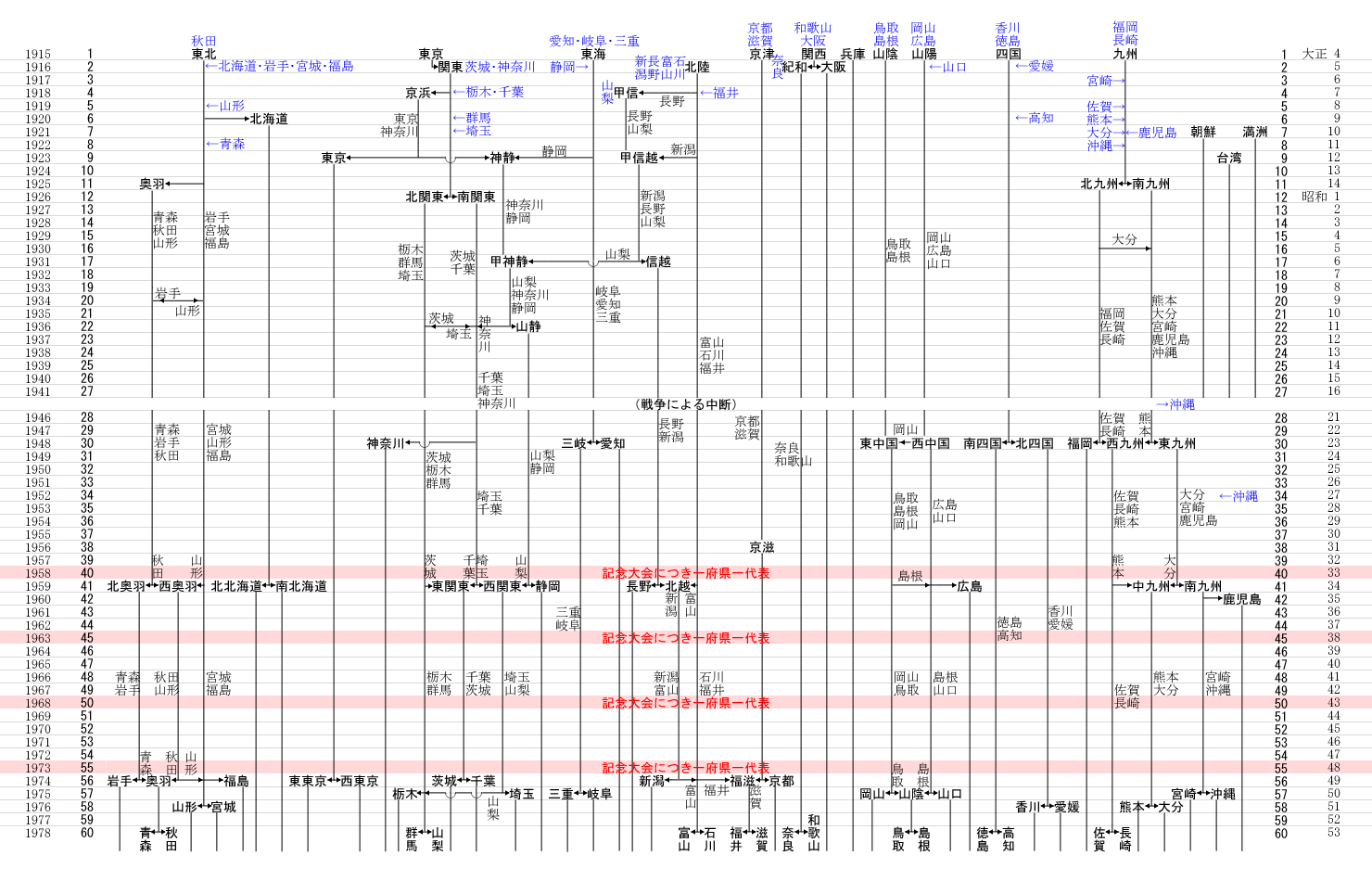
全國高等學校棒球地方錦標賽赛区变迁

## 赛事场地
1915年，当全國高等學校棒球錦標賽的前身——第1届全国中等学校优胜棒球大会是在丰中运动场举行的。丰中运动场是由阪急电铁的前身箕面有马电气轨道所建造并使用的，其规模对于赛事来说是个很大的问题。
当时，参加本项赛事的所有费用都是由参赛学校各自承担。为了减轻学校的负担，赛事主办方想通过增加赛事场次的方法来缩短赛事周期。阪神电气铁道所有的鸣尾球场由于场地内拥有两个棒球场，因此赛事主办方在1917年将第三届赛事迁到此处举行。不过随着学生棒球的流行，观战人数也在年年攀升。在1923年举行的第9回全國中等學校優勝野球大會上，观众席发生了沉陷事故。同时也由于场地的排水不畅，作为赛事的主办方——大阪朝日新闻提议为赛事建立一个全面的棒球场。
鸣尾球场的所有者阪神电气铁道有打算沿着申河与枝河（武库河的支流）在废弃之后所形成的垃圾填埋场进行大规模开发的计划。阪神电气铁道的专务三崎省三提议在旧申河与旧枝河的汇合处修建一个大型棒球场，这个提议与大阪朝日新闻的计划不谋而合。整个球场是参考纽约巨人队的波罗球场而兴建的，整个工期非常仓促，在1924年8月1日便完工了。由于1924年按干支纪年为甲子年，故而球场被命名为“甲子园大运动场”。同年举办的第10届大會就在此举行，此后全國高等學校棒球錦標賽的绝大部分赛事都在这里举行。
1946年，由于日本在第二次世界大战中战败，甲子园大运动场被驻日盟军总司令部接收，故而第28届全国中等学校优胜棒球大会转移至坂急西宫球场举行。此外，由于参赛球队数量激增，1958年举行的第40届纪念锦标赛和1963年举行的第45届纪念锦标赛是在甲子园大运动场和西宫球场同时举行。但是一些未能在甲子园比赛就失败退场的参赛校认为这样做是不公平的，因此全國高等學校棒球錦標賽就再也没有在甲子园大运动场以外的场地举行过了。
为全國高等學校棒球錦標賽而修建的甲子园大运动场已经优先承办该项赛事长达半个多世纪，因此这里也成了日本高中棒球的圣地和日本高中棒球运动员的舞台。如今，“甲子园”已经成为日本全国高中棒球赛事的代名词；而“夏季甲子园”则更是本项锦标赛的昵称，并为本项赛事做出了重大贡献。在2010年举行的全國高等學校棒球錦標賽上，甲子园大运动场被列为“特别协办方”。由于甲子园在全日本人民心目中的影响力，再加上阪神电气铁道已经从通向该球场的铁路售票及沿线开发中获取了极大的利益，因此全國高等學校棒球錦標賽一直免费使用这个球场。
同时，阪神甲子园球场也是阪神虎队的专用球场。由于在举行全国高中棒球赛事的时候，阪神虎无法使用自己的主场球场（此段時間主場賽事通常改至大阪巨蛋舉行，但大半時間以客場賽事為主），因此媒体将这段时间戏称为“长途旅行”。同时，由于阪神虎在这段期间的成绩通常都非常低迷，因此也被称为“死亡旅行”。

## 赛事周期歷史
在实行现在的“一县一代表校制”之前，全國高等學校棒球錦標賽通常于每年8月中旬（一般是8月10日左右）开始，赛事周期一般会持续10天。同期的纪念锦标赛周期则略有变动，第40届和第45届纪念锦标赛的赛事周期与平常锦标赛一样；但是第50届和第55届纪念锦标赛的赛事周期则延长到了14天。
而从1978年举行的第60届赛事之后，由于推行了“一县一代表校制”，赛事周期进行了调整。全國高等學校棒球錦標賽更改为8月8日开始，赛事周期持续14天。而如果是出场学校队伍达到55支的纪念锦标赛，则赛事周期再延长2天。
到了四分之一决赛阶段时，直到2002年第84届赛事，这一阶段的赛事依旧是每天4场比赛。但是在第85届（2003年）到第94届（2012年）赛事期间，基于对参赛选手的健康考虑，这一阶段的赛事改为每天2场比赛，因此整个赛事周期被延长1天。不过，若是赛事期间出现降雨导致整个赛事周期延后超过三日的话，为了不造成赛事拖延，四分之一决赛将采取分批进行的方法。 基本上，开幕日定为8月8日是基本不变的，偶有情况会提前1日到2日。
从2013年第95届赛事开始，四分之一决赛阶段又恢复为“一日四赛”；但是在四分之一决赛和半决赛之间会安排1天的休息日，以减轻连续赛事对选手身体健康所造成的负担。不过如果赛事因为雨天延后超过3日，则取消休息日。
而从2019年的第101届赛事开始，全國高等學校棒球錦標賽在半决赛和总决赛之间再增加一个休息日，整个赛期被延长到16天。2021年的第103屆賽事又在三回戰與四分之一決賽之間再增加一個休息日，整個賽期因而增加為17天。
2020年時，該賽事因2019冠狀病毒病疫情取消，為二戰後首次停辦。
如果全國高等學校棒球錦標賽遇上夏季奥运会举办年，赛事主办方也会对锦标赛赛事周期进行调整，避免与奥运会赛期冲突。例如：第74届赛事（1992年巴塞罗那奥运会）的开赛日将被推迟到8月10日；而第90届赛事（2008年北京奥运会）的开赛日则被提前到8月2日，这是全國高等學校棒球錦標賽史上的最早开赛日。
在日本，每年的用电需求会在全國高等學校棒球錦標賽赛期内达到巅峰， 而且人们普遍认为两者之间有着密切的联系。从电力供需观点来看，负责日本电力政策和管理的通商产业省（现经济产业省）已经在考虑修改全國高等學校棒球錦標賽的举办时间。

## 赛事特色

### 开闭幕式主持人
在第78届全國高等學校棒球錦標賽之前，赛事开闭幕式主持人由主办方的职员负责审查。而从第79届赛事以后，主持人通常由兵库县县内高中的广播部门部员担任，主持人为NHK杯全国高校放送竞赛兵库县大赛播音组或朗读组的获奖学生，一般有4人；2人一组分别出任开、闭幕式主持人。

### 夏季甲子园的土
对于3年级的棒球部部员们来说，一旦在进入决赛之前败给其他学校就等于高中的棒球生涯结束，因此在大赛中途落败的队伍会在比赛结束后立即收集甲子园的土並会被媒體拍攝下來。此外，由于闭幕式结束后直播就会结束，所以进入决赛、準决赛的学校不能立即在比赛结束后收集土，只能在结束闭幕式和纪念集体照、记者采访后，马上要离开场地的时候收集，因此有很多人誤会只有在大赛中途落败的学校才可以收集土。而這項傳統的出现是因為1937年時為熊本工的王牌投手川上哲治於決勝戰失利後，將甲子園球場的土帶回家作紀念，從此開啟甲子園「含淚挖土」的歷史慣例。
另外，部分1、2年级的学生为了表达再次回来的决心而不去收集土。

## 赛事应援主题曲
- 2024年《ずっと好きだから》/ねぐせ。
- 2023年《フォトグラフ（Photograph）》/EXILE ATSUSHI feat. Tokyo Ska Paradise Orchestra Horn section
- 2022年《栄光の扉》/平井大
- 2021年《夢わたし》/なにわ男子
- 2020年因赛事取消无主题曲
- 2019年《宿命》/Official髭男dism
- 2018年《夏疾风》/岚
- 2017年《虹》/高桥优
- 2016年《光と影の日々》/AKB48
- 2015年《On Your Side》/Superfly
- 2014年《オモイダマ》/ 关ジャニ∞（日语：关ジャニ∞）
- 2013年《ダイヤモンド》/コブクロ
- 2012年《Pride》/GReeeeN
- 2011年《ずっとここから》/ 川上ジュリア（日语：川上ジュリア）
- 2010年《あとひとつ》/FUNKY MONKEY BABYS
- 2009年《Halation》/秦基博
- 2008年 《虹が消えた日》/秦基博

## 赛事转播
全國高等學校棒球地方錦標賽由各都道府县主办方负责，请参看各地方大赛的相关说明。

### NHK电视服务
日本广播协会从1953年的第35届赛事开始进行电视转播。 基本上，NHK综合频道只会转播赛事到18时整。有些时候，这些转播内容会被移至NHK教育频道播出。